# Sumpjordtunga
Sumpjordtunga (Geoglossum uliginosum) är en svampart som beskrevs av Pers. 1800. Sumpjordtunga ingår i släktet Geoglossum och familjen Geoglossaceae.  Arten är reproducerande i Sverige. Inga underarter finns listade i Catalogue of Life.